# Loser (Lied)
Loser (englisch für „Versager“) ist ein Lied der südkoreanischen Boyband Big Bang. Es erschien digital am 1. Mai 2015 über YG Entertainment, als die erste Single aus M und Made. Das Lied war die erste Veröffentlichung der Gruppe seit 2012.

## Musikvideo
| Bigbang - Loser M/V. in YouTube: BIGBANG, 30. April 2015 |

Das Musikvideo wurde von Han Sa Min produziert. Er arbeitete zuvor mit Big Bang an Blue, Bad Boy, Monster und Love Song. Die Dreharbeiten begannen am 2. April 2015 in Los Angeles und endeten am 8. April.
Jedes Mitglied der Band durchläuft seine eigene Geschichte. Das Musik-Video beginnt mit G-Dragon der aus einem Auto steigt und seinen Kopf nach hinten lehnt, sodass man ein Tattoo auf seinem Hals erkennen kann. Auf seinem Hals steht Truth + Dare (auf Deutsch: Wahrheit + Pflicht). Er läuft alleine durch die Straßen, fühlt sich isoliert und allein gelassen von der Welt und hat vergessen wie sich Liebe anfühlt. Taeyang kämpft mit sich selber und seinem Glauben. Er hält ein Kreuz in der Hand auf dem steht Sin will find you (auf Deutsch: Sünden werden dich finden) steht. Am Ende nimmt er sich das Leben, wobei das Kreuz runterfällt. Ein Stück bricht dabei ab und es steht nur noch Sin find you (auf Deutsch: Sünden finden dich) auf dem Kreuz. Seungri tritt gegen ein Auto und zerstört seine Wohnung, nachdem er die Person, die er liebt, mit jemand anderem gesehen hat. Er versucht sie mehrmals anzurufen, aber wird bei jedem Versuch weggedrückt. T.O.P kann sich nicht auf eine Beziehung festlegen, weshalb er die Frau, mit der er eine Affäre hat, umbringt. Daesung wird von einer Gruppe Männer angegriffen und probiert sich zu verteidigen, was aber nicht funktioniert. Am Ende liegt er hilflos, voller Blut am Boden. Das Musik-Video zu Loser zeigt eine dunkle Seite Big Bangs.
Das Video hatte nach 24 Stunden 4,5 Millionen Aufrufe auf YouTube und war kurzzeitig das meistgeschaute K-Pop-Musikvideo 2015, bevor es von Bang Bang Bang überholt wurde. Im Juni 2016 erreichte es die 100 Millionen Aufrufe auf YouTube.

## Rezeption
Loser war eines der besten Lieder 2015 für Fuse TV und das einzige nicht-englischsprachige auf der Liste. Billboard ernannte das Lied zum besten K-Pop-Lied 2015. Außerdem nannte Billboard das Lied einen „Must-Listen“ zur Feier ihres 10-jährigen Jubiläums. Die Sun-Times nahm Loser in ihre Liste der besten Big-Bang-Songs auf.

## Kommerzieller Erfolg
| Chart              | Verkäufe    | Ref    |
| ------------------ | ----------- | ------ |
| Südkorea           | + 1.841.510 | [ 11 ] |
| Vereinigte Staaten | + 9.000     | [ 12 ] |
| Insgesamt          | + 1.850.510 |        |

| Charts   | Beste Platzierung | Wochen |
| -------- | ----------------- | ------ |
| Südkorea | 1                 | 26     |

## Auszeichnungen
| Jahr | Auszeichner             | Kategorie             | Ausgang   |
| ---- | ----------------------- | --------------------- | --------- |
| 2016 | Golden Disk Awards      | Song des Jahres       | Gewonnen  |
| 2016 | Golden Disk Awards      | Global Fan’s Choice   | Nominiert |
| 2016 | Korean Music Awards     | Bestes Pop Lied       | Gewonnen  |
| 2016 | Gaon Chart K-Pop Awards | Lied des Monats (Mai) | Gewonnen  |

### Musikshows
| Lied  | Programm                  | Datum        |
| ----- | ------------------------- | ------------ |
| Loser | Inkigayo (SBS)            | 10. Mai 2015 |
| Loser | Inkigayo (SBS)            | 17. Mai 2015 |
| Loser | Inkigayo (SBS)            | 24. Mai 2015 |
| Loser | M! Countdown (Mnet)       | 14. Mai 2015 |
| Loser | M! Countdown (Mnet)       | 21. Mai 2015 |
| Loser | Music Bank (KBS)          | 15. Mai 2015 |
| Loser | Music Bank (KBS)          | 22. Mai 2015 |
| Loser | Show Champion (MBC Music) | 20. Mai 2015 |
| Loser | Show! Music Core (MBC)    | 9. Mai 2015  |
| Loser | Show! Music Core (MBC)    | 16. Mai 2015 |

## Veröffentlichung
| Region    | Datum           | Sprache    | Format   | Label                      |
| --------- | --------------- | ---------- | -------- | -------------------------- |
| Süd-Korea | 1. Mai 2015     | Koreanisch | Download | YG Entertainment, KT Music |
| Weltweit  | 1. Mai 2015     | Koreanisch | Download | YG Entertainment, KT Music |
| Japan     | 27. Mai 2015    | Koreanisch | Download | YG Entertainment, YGEX     |
| Japan     | 3. Februar 2016 | Japanisch  | Download | YGEX, Avex Trax            |